# Zachodni Brzeg

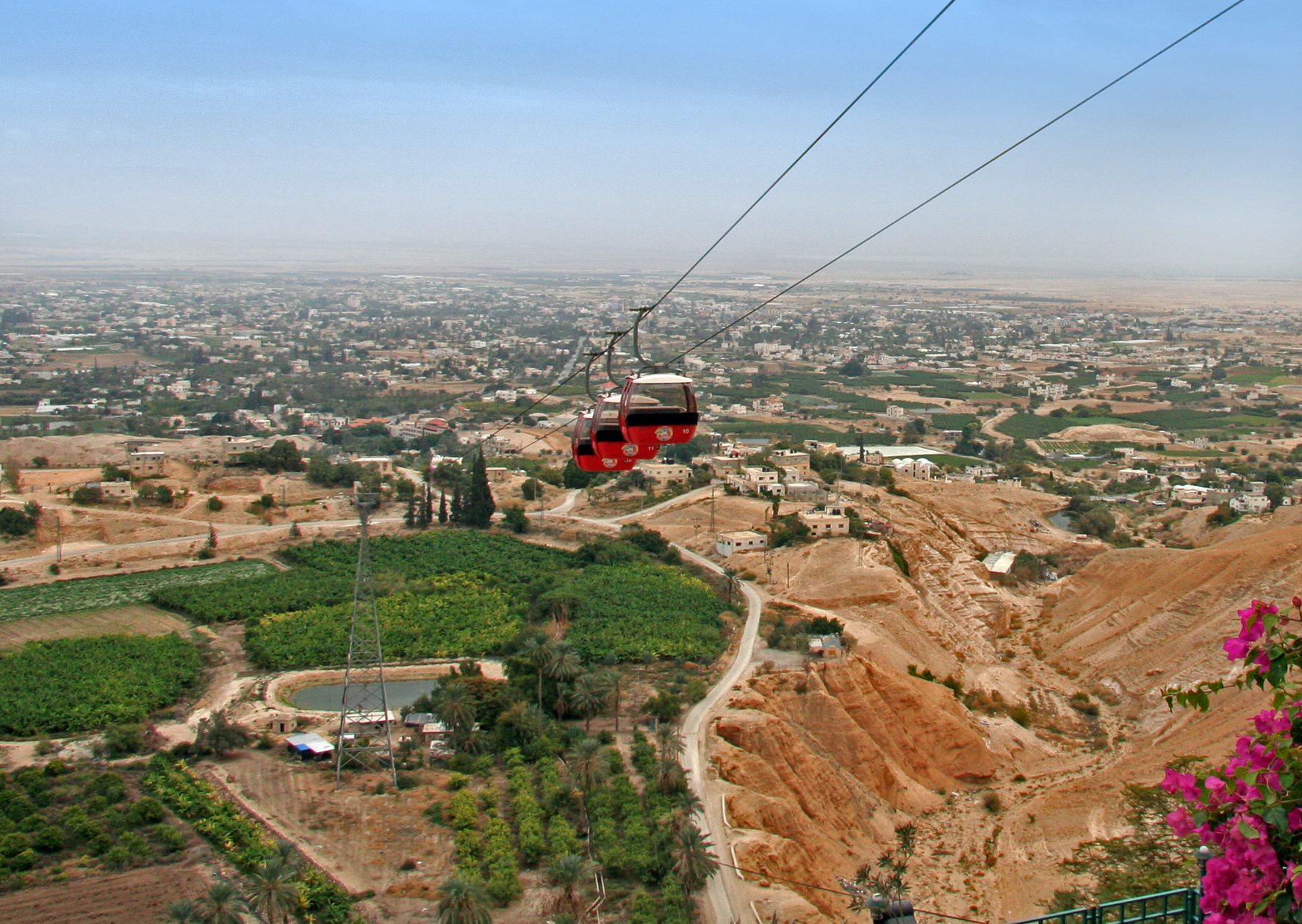
Jerycho

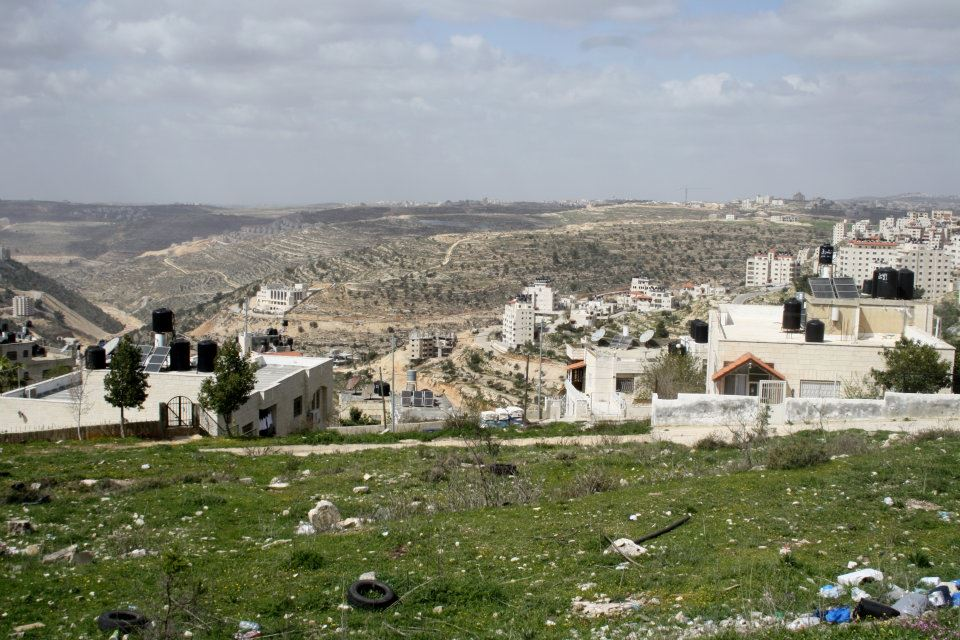
Wyżyna Judzka, widok z Ramallah

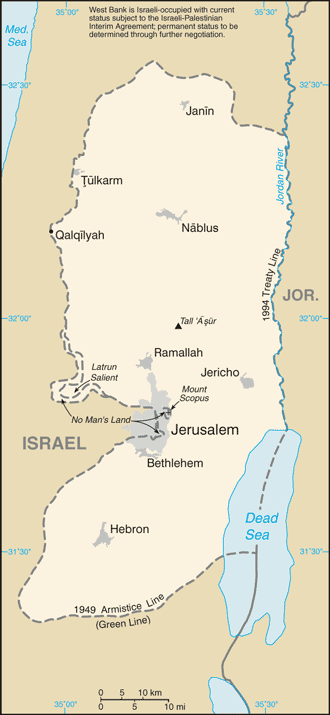
Zachodni Brzeg Jordanu – mapa

Zachodni Brzeg (arab. الضفة الغربية, trb. ad-Diffa al-Gharbija; hebr. הגדה המערבית, trb. ha-Gada ha-Ma’arawit), zwany także Zachodnim Brzegiem Jordanu i Cisjordanią – część Palestyny, kontrolowana przez Izrael i stanowiąca jego jednostkę administracyjną o nazwie Judea i Samaria na zachód od doliny rzeki Jordan.

## Geografia
Powierzchnia: 5800 km². Ludność: 2,3 miliona Palestyńczyków i ponad 700 tysięcy Żydów zamieszkujących 279 nielegalnych osiedli zbudowanych z inicjatywy władz Izraela po wojnie sześciodniowej w 1967 roku.
Najważniejsze miasta: Jerycho, Betlejem, Dżanin, Nablus, Ramallah i Hebron.

## Historia
Obszar Zachodniego Brzegu Jordanu w latach 1920–1947 stanowił część brytyjskiego mandatu Palestyny . W wyniku działań zbrojnych podczas pierwszej wojny izraelsko-arabskiej (1948) został włączony do Jordanii. 24 kwietnia 1950 roku Jordania ogłosiła jego aneksję, którą uznały Pakistan i Wielka Brytania  . Podczas wojny sześciodniowej (1967) został zajęty przez wojska izraelskie i odtąd jest okupowany przez Izrael . W 1972 roku Jordania zaproponowała stworzenie federacji Zachodniego Brzegu i Jordanii, co zostało odrzucone przez Federację Państw Arabskich . W 1988 roku król Husajn I formalnie zrzekł się praw do tego terytorium .
W 1994 roku Palestyńczycy z Jerycha i otaczającego je obszaru (ok. 60 km²) uzyskali autonomię (w ramach palestyńskiej autonomii w Strefie Gazy i mieście Jerycho). W 1995 roku nastąpiło rozszerzenie autonomii na dalsze obszary Zachodniego Brzegu Jordanu.
Na tych obszarach obecnie trwają zamieszki i walki (intifada) między nieregularnymi, często uznawanymi za terrorystyczne, organizacjami palestyńskimi a armią izraelską.
Zachodni Brzeg poddawany jest stałej izraelskiej presji osadniczej. Kolejne plany osadnicze miały na celu zakłócenie ciągłości geograficznej Zachodniego Brzegu aby zapobiec powstaniu państwa palestyńskiego. W raporcie z 2013 r. Konferencja Narodów Zjednoczonych ds. Handlu i Rozwoju (UNCTAD) odnotowała zwiększoną liczbę wyburzeń palestyńskiej własności i domów, a także wzrost liczby izraelskich osadników na obszarach otaczających wschodnią Jerozolimę i Betlejem, co przyczyniło się do pogłębienia stworzonego przez Izraelczyków fizycznego rozdrobnienia między różnymi palestyńskimi „bantustanami” – czerpiąc z doświadczeń Republiki Południowej Afryki czasów apartheidu. Palestyńczycy doświadczają ponadto stale aktów przemocy (również w formie pogromów) ze strony żydowskich nielegalnych osadników i chroniących ich izraelskich formacji zbrojnych.